# 綾小路信有
綾小路 信有（あやのこうじ のぶあり）は、鎌倉時代後期の公卿。権中納言・源有資の子。官位は正二位・権中納言。法名は了念。綾小路家の始祖。

## 官歴
注釈のないものは『公卿補任』による
- 正元元年（1259年） 某日：誕生[1]
- 時期不明：従三位、右兵衛督
- 正安元年（1299年） 正月23日：修理大夫。6月6日：止右兵衛督[1]。12月30日：正三位
- 嘉元元年（1305年）12月30日：刑部卿
- 嘉元4年（1308年） 2月5日：去刑部卿[1]。2月7日：還任刑部大夫[1]
- 延慶元年（1308年） 12月10日：従二位[1]
- 延慶2年（1309年） 3月23日[1]：参議。11月18日[1]：近江権守
- 応長元年（1311年） 5月26日：権中納言。6月9日：辞権中納言[1]
- 正和2年（1313年） 10月17日：出家（法名了念[1]）
- 元亨4年（1324年） 9月10日：薨去（享年66）[1]

## 系譜
- 父：源有資[1]
- 母：家女房
- 妻：源教俊の娘[2][3]
  - 長男：綾小路有時 （1288以前？ -1318）[2]
- 妻：白拍子[3]
  - 次男：綾小路有頼（1295 - 1329）[1]
- 生母不明の子女
  - 女子：伏見院按察局